# Nitrobenzè
El nitrobenzè o nitrobenzé, de fórmula química C₆H₅NO₂, és un compost orgànic aromàtic conegut també com a Nitrobenzol, Nitrofè o essència de mirbana. Es presenta sota la forma d'un líquid incolor o de cristalls grocs segons la temperatura. És un compost tòxic que fa olor d'ametlles.
El nitrobenzè es fa servir principalment com solvent i com a agent d'oxidació moderada. En particular es fa servir per a la fabricació de l'anilina, però també per a fabricar vernís o per l'encerat de sòls.

## Propietats físico-químiques
El nitrobenzè és tòxic i inflamable. Té un alt índex de refracció. És poc soluble en aigua però té una bona solubilitat en alcohols, èter i en el benzè.

## Ús
El nitrobenzè és un intermediari de síntesi important utilitzat a gran escala en la fabricació d'un gran nombre de compostos químics. A més de l'anilina i els seus derivats es fa servir per fer cautxú sintètic, plaguicides, colorants, perfums per a sabons i medicaments. Es fa servir per fabricar paracetamol.
En apicultura es fa servir, de vegades, per repulsiu de les abelles i poder dirigir un eixam o recollir la mel. Il est également utilisé en apiculture comme répulsif des abeilles pour diriger un essaim ou pour la récolte du miel, ce qui cause parfois une mortalité relative des abeilles.

## Producció i síntesi
Un delsmètodes de fabricació del nitrobenzè és la nitració del benzè gràcies a l'àcid sulfonítric. La primera etapa és la pronatació de l'àcid nítric:
{\displaystyle \mathrm {H_{2}SO_{4}+HNO_{3}\rightarrow HSO_{4}^{-}+H_{2}NO_{3}^{+}} }
Aquest és inestable i es dissocia:
{\displaystyle \mathrm {H_{2}NO_{3}^{+}\rightarrow H_{2}O+NO_{2}^{+}} }
El catió nitroni obtingut reacciona amb el benzè:
{\displaystyle \mathrm {NO_{2}^{+}+C_{6}H_{6}\rightarrow C_{6}H_{5}NO_{2}+H^{+}} }
cosa que permet obtenir el nitrobenzè. L'ió H+ restant reacciona amb els ions HSO₄- obtinguts en la primera etapa.

## Seguretat i toxicitat
El nitrobenzè pot causar enverinaments greus per ingestió, inhalació o contacte amb la pell. Una taxa elevada de nitrobenzè pot comportar la mort en menys d'una hora. Els seus efectes augmenten si s'ha ingerit alcohol.